# 山本照
山本 照（やまもと てる、1902年11月18日 - 1998年10月27日）は、愛知県出身のNHKアナウンサーである。日本の相撲中継において、松内則三に続く2人目のアナウンサーであった。

## 来歴
4人兄妹の三男。少年時代に地元の草相撲を見て以来の相撲好きであった。愛知県立第四中学校（後の時習館高校）では相撲部に所属、身体は小さかったが腕力は強く、右四つからの上手投げが得意で県下の中学校対抗相撲大会にも出場した。東京外国語学校（後の東京外国語大学）時代、大相撲の本場所の時期に語学以外の授業をサボっては国技館に通い詰め、学友からは「角狂」と呼ばれるほどであった。
東京外国語学校スペイン語科を卒業後、1925年4月に萬朝報に入社、1927年10月には國民新聞に移り相撲記者として活躍。
1932年、NHKに迎えられ、アナウンサーに転身。1933年1月春場所で実況デビュー。
双葉山定次の全盛期という戦前の相撲熱狂時代を中心に、10年間ラジオ実況を担当した。
1942年1月春場所の放送を最後にアナウンサーから退き、NHK名古屋放送局に業務課長として異動。防空警報主任も兼ねていた。戦時中はインドネシアのスマトラ島での占領地放送局開設に関わり、パレンバン、パダン、メダンに滞在した。
戦後、スマトラからシンガポールを経て、1946年5月9日に名古屋港に接岸、帰国。同年7月にはNHK熊本放送局放送部長としてNHKに復帰。1950年東京本部報道部長、1951年7月には戦前にも在籍した名古屋放送局で放送部長となり、後輩の相撲アナウンサーの育成に努めた。当時の部下として、テレビ実況（1953年5月開始）のアナウンサー第1号となる石田吾郎や、「泣きの杉山」として名アナウンサーとなる杉山邦博らがいる。
その後NHK大阪放送局次長、放送文化研究所長を経て、1957年6月1日には会長秘書役に就任したが、11月3日に会長の永田清が急逝し、事実上NHKでの仕事は終焉、半月後の11月18日にNHKを定年退職した。
定年後は日本放送出版協会常務取締役、日放印刷社長などを歴任。晩年は東京・阿佐ヶ谷の自宅で悠々自適の生活であったが、90代となった最晩年でも記憶は鮮明で、戦前のスポーツ放送や南方生活について語る貴重な証言者であった。
1998年10月27日11時42分、杉並区内の病院で脳梗塞のため死去。 95歳没。

## エピソード

### 相撲実況
- NHK入局前の記者の時代について、「当時の力士は全く話をしてくれず、取材には大変苦労した」と回想している[10]。しかしその記者歴を活かして力士との交際を深め、アナウンサー時代には放送の中に力士の性格や生活ぶりを紹介して評判になった[11][8][12]。

- NHKに迎えられた当時、相撲放送はラジオ中継開始（1928年1月）以来の実況アナウンサーである松内則三の独壇場であったが、松内が同年11月の第10回夏季オリンピックロサンゼルス大会中継後に日本の国際連盟脱退に関する取材という大仕事が入ったため、翌1933年1月の春場所を実況するアナウンサーがいなくなってしまった。NHKと國民新聞は、本場所中に正面の桟敷席で隣り合わせで仕事をしていたこともあり、その意味でNHKの実況にとっても身近でかつ、相撲に詳しい山本に白羽の矢が立ったのである[13][8][14][12]。

- 少年時代から相撲の知識は蓄えており決まり手の知識にも自信はあったものの、アナウンス訓練等は一切経験しないままであったため「書くこと」と「喋ること」の違いに戸惑い苦労したと、後に回想している。しかしこの場所、春秋園事件からの帰参で別番付扱い（いわゆる「別席」）で全勝優勝を果たした男女ノ川登三を「無冠の帝王」と称するなど、表現の巧さを発揮した[15]。

- 同じアナウンサーの中で、美辞麗句を並べる松内則三や、理路整然とした実況の河西三省と比べ、記者からの転身のためアナウンス能力は拙劣で三河訛りがありながらも独特の味と親しみやすさを持っていた山本を、東京放送局演芸課長であった久保田万太郎は「悪文の魅力」と評したことがある[16][17]。

- 力士に比べて地味な行司・呼出の役割などもアナウンスに織り込んでいた[11]。また、大相撲は力士のみならず行司・呼出の三者で成り立つものであるから、行司や呼出が声を発しているときにアナウンサーは声を挟むべきではない、と説いていた[18]。

- 和田信賢・志村正順といった後輩アナウンサーへの指導ぶりも熱心で、口で説明するだけではなく、自ら上半身裸になって廻しをつけ、実際に組ませながら相撲の決まり手や立合いの駆け引きを事細かに説明した。また、アナウンスの重点を単に勝ち力士に置くのではなく、相手力士がどんな体勢で負けたのかもきちんと説明せよ、と指導した[18]。

- 相撲界の未来について、ごっつあん体質を脱却していっそうの近代化を進めないと、若貴時代が終わったあとは人気が低落して再び苦難の時期を迎えるのではないか、と警鐘を鳴らしていた[19]。このことは1990年代後半以降、若貴ブームの終焉による人気低下、時津風部屋力士暴行死事件、大相撲野球賭博問題、大相撲八百長問題などの形で立証されることになった。

- 1948年の講道館機関誌『柔道』で玉嶺生は、「外小股は山本元アナウンサーの造語とか」と述べている[20]。

### 双葉山定次
- 1939年1月15日、春場所4日目に双葉山定次が安藝ノ海節男に敗れて69連勝がストップした時の実況担当は和田信賢だったが、実況席の控えに山本もいた[21][22]。双葉山が負けるという番狂わせに和田も目を疑い、「双葉山は確かに負けましたね？」と問いかけられた山本は「うむ」と唇をかみしめ悲痛な表情でうなずくのが精いっぱいだった[23]。

- この連勝ストップの大一番は、安藝ノ海が双葉山の右足に外掛けをとばしてから双葉山が右に大きく振ったので、安藝ノ海の掛けた足が外れたが、それから右足を軸にしてこらえた安藝ノ海が体を浴びせて双葉山を倒すという展開だった。ところが動転していた和田が決まり手を判断できず、とっさに山本へ実況交代を頼んだ。場内のどよめきの中で山本は、もともと双葉山は左足が弱い[24]という印象から、「安藝ノ海の右外掛け」と判断して放送した。自席の前にいた彦山光三も「照さんやっぱり（双葉山の）左だな」と言うので見解が一致していた[25][26][27]。そのため号外もラジオも新聞もそろって「双葉山の左足に外掛け」と報じたが、後日ニュース映画を見ると右足に掛かっていたことが判明する[25][26][27]。山本が「一世一代の間違いが生じた」[26]と後に振り返ったのに対し、彦山は山本からの電話でこの事実を聞いても「レンズと言えども正確とは言えんよ」として自説を曲げなかったという[28][29]。

- 双葉山が引退し年寄・時津風を襲名してからは、山本とも懇意であり対談もすれば酒を飲む機会もあった。山本が熊本放送局放送部長だった1948年に時津風が熊本を訪れた際、「私の相撲で最も良かったのは？」と問われた山本が「13年（1938年）夏の玉錦戦」[30]と答えた。これに対し「実はあの時の玉関はずいぶん弱っており、立ち上がった私がドンと押すと、玉関は土俵を飛び出しそうになったので、慌てて引き戻した」と時津風が答えたことに唖然とし、この熱戦を演じた双葉山の凄みを改めて感じたという[31]。

### ベルリンオリンピック
- 1936年のベルリンオリンピックでは河西三省とともに陸上競技や水泳の実況を担当した。当時日本が使用していたマイクが、欧米諸国のそれと比べて性能が低かったため、実況アナウンサーの中でも日本は際立って声が大きかったという[32]。小柄な体格に不釣り合いな大声を発する山本の姿に、会場の観衆の中には不審がる者もいたが、同盟国の日の丸を見ると微笑みが浮かんだという[33]。
- マラソンの実況では、優勝候補のファン＝カルロス・サバラを擁するアルゼンチンと日本が中継で隣席となっており、アルゼンチン側はスタート前から「サバラ、サバラ」と連呼していた。そのサバラが32キロで脱落した時、アナウンサーが「サバラの大馬鹿野郎！」と叫び、さらに「もうマラソンの放送は中止する。ミスター・ヤマモト、アディオス（さよなら）」と言ってさっさとマイクを片付け、退席した。山本は呆然としてその後ろ姿を見送ったという[34][35]。
- 女子200m平泳ぎの実況を担当した河西三省が、五輪実況の激務で体調を崩したため、山本に「実況を代わってほしい」と言うと、「頑張ってくださいよ。今日は日の丸が上がるかもしれないじゃないですか」と激励した[36]。結果として「前畑ガンバレ」の連呼で日本放送史に残る名実況となり、前畑秀子も金メダルを獲得した。この時、山本はテーブルの上に立って実況する（観客総立ちで実況席から見えなくなったため）河西の姿に驚きながらも、そのテーブルの脚を懸命に押さえてサポートしていた[37][38]。
- ちなみに國民新聞記者時代の1929年6月、競技会出場のため和歌山から上京した前畑秀子を東京駅で出迎えている。水泳選手の育成にかかわっていた「萬朝報」の運動部長である鷺田重雄からの依頼であり、前畑の印象を「小学校高等科にしては大柄で肉付きのいい身体」としながらも、世界的選手になるとは予想だにしなかったという[39]。
- ベルリンオリンピックの終盤には山本も河西も疲労が目立ち始めていた[40]。当時のNHKの財政が芳しくなかった影響か、現地スタッフも2人と団長の頼母木真六のみだった[41]。そのため2人のアナウンサーが、出場選手の確認やレースの展開状況・選手の表情・スタンドの雑感などのチェックといったディレクターの役割をも交互に担っていたのである[42]。中継終了後は身体中から力が抜け、予定されていた打ち上げ慰労会もポツダム観光も取り止めになるほどであった[43]。

### 戦時中、スマトラでの放送
- 陸軍による南方の日本軍占領地での放送局開設計画により、山本は1942年11月スマトラへと派遣されるが、最初に降り立ったパレンバンでは、現地の軍司令部が空襲を恐れて放送局づくりに消極的だった。そのために暇を持て余していた山本は芝居小屋通いを続けるうち、インドネシア語は日常会話に不自由しないレベルにまで達していた[44]。

- 参謀部の移駐に伴いパダンに移ると、西海岸州長官・矢野兼三の理解と協力により、1943年4月に放送局が開設した[45]。さらに1944年10月にはメダンに移る[46]。語学の才に長けた山本は現地人の職員の間でも人気があり、日本人8人とインドネシア人職員の分担により順調な放送業務をこなしていたという[47]。

- メダンの放送局に来て以降の山本は、局長室にこもって連合国軍側の短波放送を聞いて戦局を把握していた。軍の師団長・州政府長官・放送局長のみ、この放送傍受が認められていたからである。中でもニューデリーから発する日本語ニュースの時事解説は、日本国内では知ることのできない戦局の詳細な推移が分かったのである[48]。

- 太平洋戦争終結を迎える1945年8月14日、翌日に重大放送があるとの報を受けた山本は現地インドネシアの放送でその告知を行った[49]。しかし、未明になって近衛第二師団から放送をしないようにとの要請があり[50]、翌15日正午には「都合により取りやめとなった」と放送した[51]。山本は中止の告知を放送した後、東京発の短波放送で玉音放送を聞き、日本の降伏を知った[52]。その後メダン在住の主だった日本人20数人を東海岸州官邸に集め、インドネシア人の立ち入りを厳禁した上で放送内容を説明した[53]。

### スポーツ放送について
- 晩年、スポーツ放送においてアナウンサーの勉強不足や解説者への依存が目立っており、放送に深みがないことを指摘していた。放送のハードウェア（衛星中継など）が発達する一方で、ソフトウェア（放送内容）の充実が立ち遅れていると憂慮していた[7]。